# Lidový dům (Přemyšl)
Lidový dům (Narodnyj Dim) byl postaven v Přemyšlu, na adrese ul. Kościuszki 5, v letech 1901–1904, z příspěvků místních Ukrajinců a určený zejména pro kulturní a vzdělávací účely.

## Historie
Hlavním iniciátorem stavby byl přemyšlský advokát JUDr. Teofil Kormosz, významný ukrajinský aktivista, politik a právník. Podílel se například, spolu s dalšími (zejména s řeckokatolickým biskupem Konstantinem Czechowiczem) na zřízení několika finančních institucí v Přemyšlu („Ukrajinská spořitelna“, Společnost vzájemných půjček „Vira“, „Měšťanská pokladna“). Na stavbu budovy Lidového domu věnoval veškeré výnosy ze své vydané knihy. Pro vybudování stavby Lidové domu byla nově založena organizace, nazvaná Společnost Narodnyj Dim.

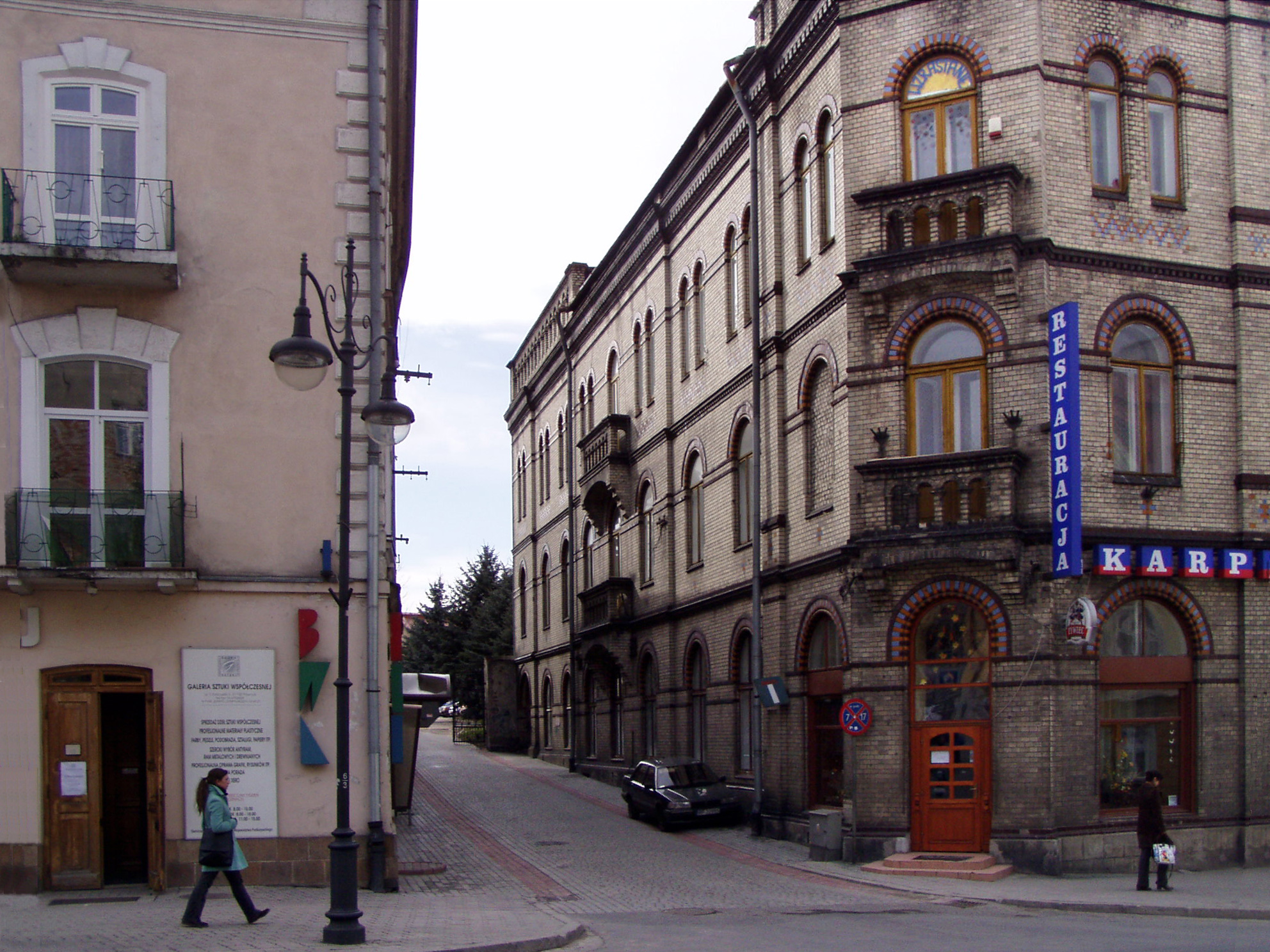
Lidový dům v Přemyšlu - hlavní vchod

Ukrajinci koupili pozemek se starými budovami, zbořili je a postavili rozlehlou budovu, ve které se nacházela velká divadelní místnost s kapacitou 400 míst, restaurace a kanceláře.
V letech 1904–1939 a 1945–1947 byla v Lidovém domě sídla ukrajinských kulturních, hospodářských a politických organizací a sdružení. Bylo zde provozováno divadlo, kino, restaurace, obchody a sklady.
V roce 1946 začaly deportace obyvatel ukrajinské národnosti z Přemyšlu do Sovětského svazu a 20. listopadu 1948 Okresní soud rozhodl, že majetek osob přemístěných do SSSR, v souladu s výnosem z 5. září 1947, bude zestátněn. V roce 1950 došlo k formální likvidaci organizace Společnost Narodnyj Dim.
První pokus o navrácení budovy Ukrajincům byl již v roce 1957, bohužel neúspěšný. Další úsilí začalo počátkem 90. let 20. století, od organizace Asociace Ukrajinců v Polsku.
Po mnohaletých peripetiích, během kterých se jednalo o různých výměnách nemovitostí, včetně za nemovitosti ve Lvově, byl nakonec, přemyšlskými radními, přijat návrh na výměnu této budovy za budovu Posádkového klubu, vlastněného polským státem. Bohužel v průběhu těchto dlouholetých a složitých jednání došlo v důsledku požáru a havárie vodovodního řádu, ke značné devastaci objektu. 21. března 2011 byl Lidový dům oficiálně převeden do vlastnictví Asociace Ukrajinců v Polsku.